# Jennie Finch
Jennie Lynn Finch (La Mirada, California, 3 de septiembre de 1980) es una ex lanzadora derecha y primera base de sóftbol estadounidense. Fue All-America universitaria, medallista olímpica y All-Star profesional. Fue lanzadora para los Arizona Wildcats, el equipo nacional de softball de los Estados Unidos y los Chicago Bandits. Finch ganó la Serie Mundial Universitaria Femenina de 2001 y ayudó a que el Equipo de EE. UU. ganara la medalla de oro en los Juegos Olímpicos de verano de 2004 y una medalla de plata en los Juegos Olímpicos de verano de 2008. La revista Time la describió como la jugadora de softbol más famosa de la historia. En 2010, Finch se retiró del softbol para concentrarse en su familia. En agosto de 2011, comenzó a trabajar en ESPN como comentarista de color para National Pro Fastpitch y juegos de softbol universitario. Finch fue clasificada en varias categorías para los Wildcats en el Pac-12 y la División I de la NCAA, donde fue nombrada la segunda Mejor Jugadora de Softball Universitario.

## Primeros años y educación
Jennie nació en La Mirada, California. Finch tiene dos hermanos mayores, Shane y Landon. Ella comenzó a jugar softbol a los cinco años y fue lanzadora a los ocho años. Su padre fue su primer entrenador de lanzamiento. Mientras crecía, Finch era una bateadora para la Universidad de California en Los Ángeles. En La Mirada High School, Finch rotuló cuatro veces en softbol y dos en baloncesto y voleibol. En su último año, fue la capitana de los tres deportes. Como estudiante de segundo año, era una opción de la II División de la Federación Interescolar de California en softball y en la selección de la All-Suburban League. En 2016, La Mirada retiró su número de camiseta, la primera de la escuela para una jugadora de softbol.

## Universidad de Arizona
Finch se especializó en comunicaciones.

### Estudiante de primer año
Finch comenzó su carrera el 5 de febrero de 1999, ganando un juego de regla de ejecución contra las UIC Flames. Logró una carrera alta en dobles y lanzó su primer juego sin hits durante el torneo de la NCAA el 21 de mayo contra los Texas State Bobcats. Aunque hicieron la Serie Mundial, Finch y los Wildcats fueron eventualmente eliminados por DePaul Blue Demons el 29 de mayo.

### Estudiante de segundo año
Para su segundo año, Finch fue nombrada miembro de la Asociación Nacional de Entrenadores de Fastpitch 2000 Primer Equipo All-American y Primer Equipo All-Pac-10. Lanzó tres partidos sin hits y lideró a los Wildcats en jonrones y porcentaje de slugging y logró una carrera mejor en hits y promedio de bateo. Finch comenzó el año con una racha de 21 juegos consecutivos ganados; en un 10-2 run-rule sobre las Southern Miss Golden Eagles el 6 de febrero a una victoria blanqueada sobre las Cal State Northridge Matadors el 13 de abril. Después de sufrir sus únicas derrotas en juegos consecutivos, Finch terminó el año 8-0 comenzando una nueva racha con una victoria del 29 de abril contra las Oregon Ducks que abarcaría las próximas dos temporadas. Las victorias 23 y 29 de Finch fueron sobre las n.º 1 Washington Huskies, este último comenzó una racha de 35 entradas sin permitir carreras, luego de permitir carreras en la cuarta entrada, blanqueó al equipo el resto del camino para un margen de 4-2 el 27 de mayo.

### Junior
Como estudiante de tercer año en 2001, Finch fue nombrada de nuevo Primer Equipo para el NFCA y la conferencia, agregando el premio Lanzador del Año. También levantaría el Premio Honda Sports para la Jugadora de Softbol del Año. ERA de la temporada de Finch, las victorias y las blanqueadas fueron y siguen siendo el top 10 para la escuela. Además de una marca sin hits y marca personal en WHIP y carreras impulsadas, Finch abrió la temporada con 31 entradas sin permitir carrera consecutivas que incluyeron 6 victorias que se combinaron con las entradas de su último juego en 2000, fue su mejor marca de carrera antes de romperse en la segunda entrada por un jonrón ante McNeese State Cowgirls el 24 de febrero. El 30 de marzo, Finch conectó dos jonrones y un doble en un jugueteo de 11-1 de las Oregon Ducks para impulsar su carrera con 9 carreras impulsadas, lo que empató su tercera marca de todos los tiempos en la NCAA en un solo juego. El 8 de abril, Finch ganó su tercer juego contra un equipo n.º 1, las UCLA Bruins.
Finch y las Wildcats fueron las primeras en el torneo de la NCAA y llegaron a la Serie Mundial por tercer año consecutivo con Finch en el círculo. Registró victorias sobre las California Golden Bears y las Oklahoma Sooners para llegar a la final. En una victoria por 1-0 sobre los UCLA Bruins, Finch estableció un récord en la NCAA con una temporada perfecta coronada con el Campeonato Nacional. Finch también tuvo un éxito en el juego y fue nombrado MVP para la serie. La victoria extendió su racha de victorias a 40 juegos consecutivos junto con los 8 para finalizar la temporada 2000.

### Senior
Para una temporada final, Finch fue nombrada la Primera Equipo 2002 para la conferencia NFCA y Pac-10, así como Lanzadora del Año y Jugadora del año de Honda.  Finch lanzó tres juegos sin hit y rompió el récord de ponches de la temporada, mientras que sus victorias y blanqueadas fueron y siguen siendo los 10 mejores registros escolares. A partir del 9 de febrero contra las Cal State Fullerton Titans, Finch igualó su propio récord de 35 entradas consecutivas sin carrera que se rompió en una victoria de 13-1 sobre las Northern Iowa Panthers el 23 de febrero.

### Legado
Finch estableció varios récords en juegos individuales comenzando con un nuevo récord de la NCAA al ganar su 51.° juego consecutivo. Una multitud casi llena llenó el estadio Rita Hillenbrand Memorial y los cánticos de «Jennie» se hicieron eco entre la multitud en la victoria por 6-0 sobre Cal State Northridge. Finch dijo: «Es significativo y es agradable. Pero ni siquiera se acerca al objetivo del equipo de ganar un campeonato nacional». Para uno de sus juegos sin hits, Finch registró su victoria número 100 en su carrera contra Notre Dame Fighting Irish el 14 de marzo. Más tarde, el 24 de marzo, ponchó a 15 de las ULL Ragin' Cajuns por su mejor carrera en regulación; las Wildcats ganaron, 7-2. El 17 de abril, Finch ganó una blanqueada de 1-0 en 9 entradas y ponchó a 19 de las Oklahoma Sooners para empatar un récord escolar en ese momento. Las Wildcat luego vencieron a las n.º 1 UCLA Bruins por una carrera el 6 de abril para comenzar el año 20-0 y estableció un récord de la NCAA con 60 victorias consecutivas que datan de la temporada 2000, incluyendo cuatro victorias sobre el equipo clasificado n.º 1. Para abrir un viaje de regreso al WCWS como campeona defensora, Finch blanqueó a las Nebraska Cornhuskers y terminó el juego con su número 1 000 de ponches. En las semifinales de la Serie Mundial, Finch conectó su 50.° jonrón contra Leslie Malerich para anotar la carrera ganadora y ayudarse a vencer a las FSU Seminoles en 11 entradas. Las Wildcats sufrieron una derrota por 6-0 en el campeonato ante las California Golden Bears.
Finch dejó el programa como la líder de carrera en ponches, blanqueadas, entradas lanzadas y empatadas para no-hitters (8), mientras que se ubicó entre los 10 primeros en la mayoría de las otras categorías de lanzamiento. También estuvo en el top 10 en jonrones, impulsadas y bases por bolas; sigue en el top 10 en varios lanzamientos y en las listas de todos los tiempos. Actualmente ocupa el 6 ° y 7 ° lugar en porcentaje de victorias (0,881%) para una carrera en el ahora llamado Pac-12 y la NCAA.
Su número de camiseta, 27 (la fecha de la primera cita de sus padres), fue retirado por la Universidad de Arizona en una ceremonia previa al juego en el Estadio Hillenbrand el 9 de mayo de 2003.

## Juegos Olímpicos
Finch tuvo un récord de 2-0 en la derrota de los Juegos Olímpicos de Atenas 2004, ponchando a 13 bateadores en ocho entradas, mientras que solo permitió un hit, una base por bolas y ninguna carrera. Su lanzamiento ayudó a llevar al equipo estadounidense a la medalla de oro.
El equipo de EE. UU. comenzó su apuesta por una cuarta medalla de oro consecutiva en los Juegos Olímpicos de 2008 en Pekín con Finch lanzando cuatro entradas sin hit en una victoria por 11-0 sobre Venezuela. Finch luego lanzó 5 entradas blanqueadas en una victoria por 7-0 sobre China Taipéi y dos entradas más cerradas en una victoria por 9-0 sobre China. Sin embargo, Estados Unidos perdió 3-1 ante Japón en el juego final y regresó a casa con una medalla de plata. Después de la pérdida, Finch dijo: «Siento que dejamos el béisbol de Estados Unidos bajo. Muchas mujeres han usado este uniforme, y no han aceptado nada más que oro». Junto con el béisbol, el Comité Olímpico Internacional (COI) decidió en 2005 abandonar el softbol de los Juegos Olímpicos, lo que hace que 2008 sea posiblemente la última vez que se juegue en los Juegos Olímpicos, antes de que se restablezca en 2020. Cruzado para la reinstalación del softbol para los Juegos Olímpicos de 2016, Finch dijo que «merece ser un deporte olímpico». Después del juego final, Finch dijo:

«Más de 140 países juegan a este juego. ... no tienes que ser seis-cuatro. No tienes que ser 200 libras. Tenemos todas las formas y tamaños diferentes. El deporte prueba tantas habilidades atléticas, desde la coordinación mano-ojo, hasta la velocidad, la agilidad y la rapidez. Finalmente estamos en el pináculo, finalmente hemos sido establecidos. Por favor, no te lleves esto».

## National Pro Fastpitch
Finch lanzó para los Chicago Bandits de la liga de Softbol National Pro Fastpitch (NPF). Fue nombrada colanzadora del año de NPF en 2005, compartiendo el premio con su compañera Lauren Bay. También lanzó su primer juego sin hits en una victoria sobre Stratford Brakettes ese mismo año. El 29 de mayo de 2007, en una derrota por 1-0 y 12 entradas contra el Rockford Thunder, Finch ponchó a 17 y se combinó con Cat Osterman para un total de 41 ponches para establecer un único récord del total combinado. Finch tiene la corona ERA de la temporada de la liga, que ella estableció ese mismo año. Lanzó un juego perfecto para los Bandits en 2009 contra los Philadelphia Force y otro juego perfecto el 9 de julio de 2010 contra los Akron Racers. Ese año, Finch fue nombrada All-NPF.  Los Chicago Bandits jugaron sus partidos de local en Elgin, Illinois, donde Finch tiene muchos buenos recuerdos.

## Gerente
El 29 de mayo de 2016, Finch fue la gerente invitada de Bridgeport Bluefish de Atlantic League por ese día, convirtiéndose así en la primera mujer en administrar un equipo de béisbol profesional. El equipo jugó y ganó un juego.

## Medios

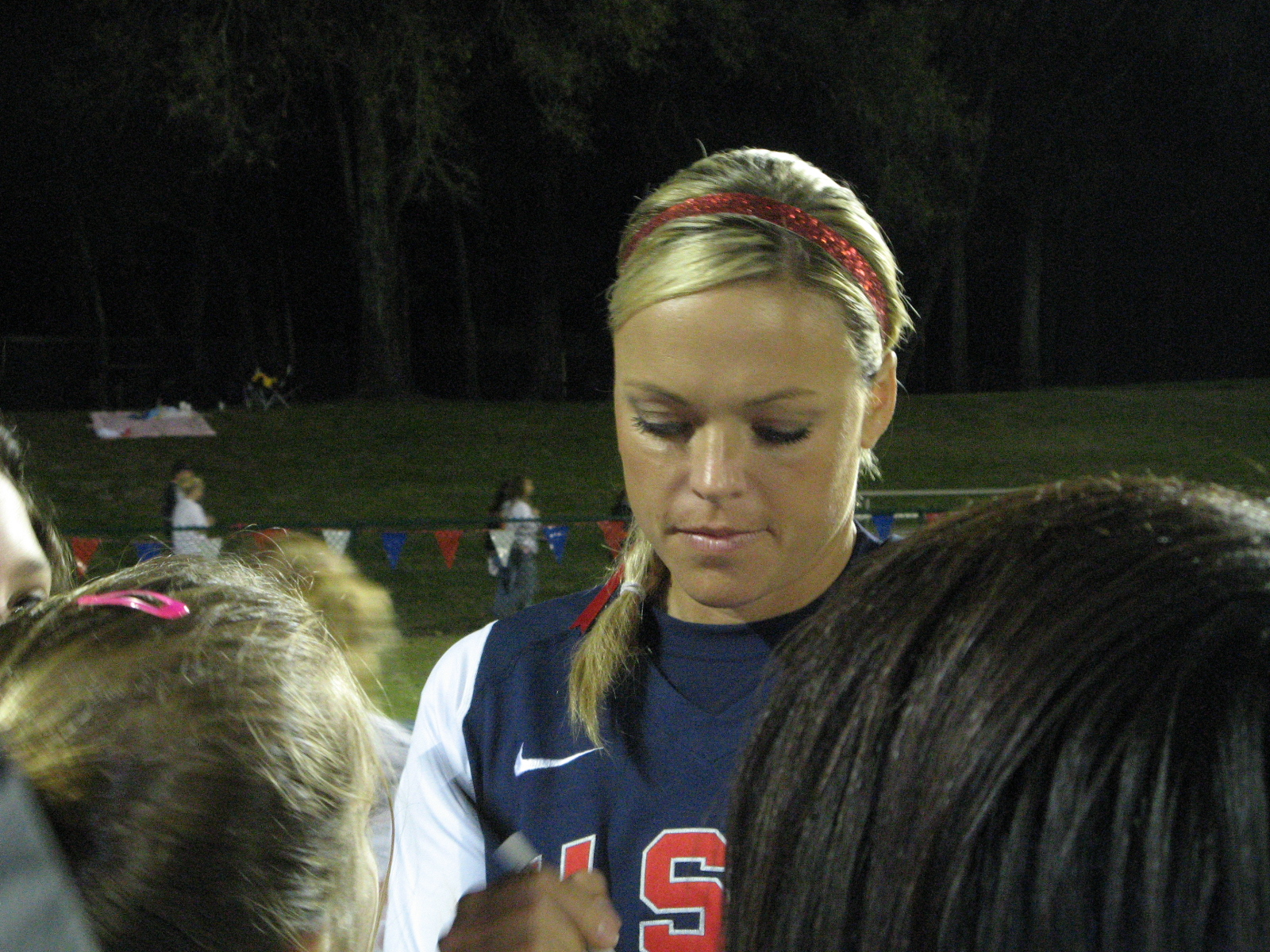
Finch firmando autógrafos

En 2002, ESPN llamó a Finch la «ganadora fugitiva» de la competencia Mejor vestida en los Premios Anuales de Excelencia en Desempeño Deportivo.
En 2003, Finch recibió la mayoría de los votos en una encuesta en línea de ESPN como la atleta femenina más atractiva.
En 2004, la revista People nombró a Finch como una de las «50 personas más bellas», la única mujer atleta en la lista. «Esto es realmente increíble para ser reconocida por la revista People por este honor», dijo Finch. «Es realmente especial ser incluida entre algunas de las personas más famosas y bellas del mundo. Todavía me cuesta creer que fui seleccionada como parte de este grupo».
Finch ha modelado trajes de baño para la edición Sports Illustrated Swimsuit Edition en 2005. A Finch le ofrecieron contratos lucrativos para desvestirse para la revista Playboy y Maxim, pero los rechazo.
This Week in Baseball contrató a Finch como copresentadora. En un segmento llamado Jennie Challenge, Finch lanza a los jugadores de Grandes Ligas de Béisbol y a menudo realizó strikes. En sóftbol, el montículo está más cerca del home que el béisbol y los lanzamientos de Finch equivalen a un lanzamiento de 98mph. «Algunos grandes se niegan a enfrentarla», dice Cal Ripken, Jr., «Muchos sienten que podría ser embarazoso». En una entrevista con ESPN, Finch explicó: «Los estaba lanzando principalmente bolas de ascenso y cambios. Nunca han visto un lanzamiento como ese, ¿sabes? Con la distancia más cercana al montículo, creo que realmente les sorprende lo rápido que llega el lanzamiento. Y especialmente con el aumento - cuando están acostumbrados a ese punto de lanzamiento excesivo - no hay nada como eso. El movimiento de la bola los arroja».
En el Juego de Softbol Pepsi All-Star 2004, Finch ponchó a Albert Pujols, Mike Piazza y Brian Giles. «Nunca toqué un lanzamiento», dijo Giles. «Su bola rápida fue la más rápida que he visto, desde esa distancia. Se levanta y corta al mismo tiempo».
En 2006, Finch apareció en la primera temporada de Pros vs Joes en Spike TV, un espectáculo en el que las estrellas del deporte compiten con la gente común. Fue la primera mujer en aparecer en el programa.
Finch apareció en un episodio de The Real Housewives of Orange County.
En 2008, Finch fue presentada como concursante en The Celebrity Apprentice, donde seleccionó la Fundación Internacional de Investigación del Cáncer de Mama como su organización benéfica. Ella fue eliminada por Donald Trump en la cuarta semana de la temporada.
En 2008, Finch también se desempeñó como Gran Mariscal del Desfile de Acción de Gracias de McDonald's, televisado a nivel nacional, en el centro de Chicago.
Finch lanzó para la National League en el Legends and Celebrities Softball Game 2010, en Angel Stadium, en 2011 en Chase Field, y en 2015 en Great American Ball Park en Cincinnati. Y en 2017 en Marlins Park, en Miami.
En 2011, Finch fue coautora de Throw Like a Girl: How to Dream Big and Believe in Yourself, con Ann Killion. El libro es una colección de lecciones de vida que Finch aprendió mientras practicaba deportes. El 6 de noviembre de 2011, apenas cuatro meses y medio después de dar a luz a su hijo Diesel, Finch terminó el maratón de Nueva York con un tiempo de 4:05:26, recaudando $30,000 dólares para el Programa Juvenil de Corredores de Nueva York.
En abril de 2018, Finch fue anunciada como una de las celebridades que competirán en la temporada 26 de Dancing with the Stars. Estuvo compitiendo con el bailarín profesional Keo Motsepe. La pareja fue eliminada en la semifinal de la temporada en una triple eliminación, quedando en el cuarto puesto.

## Vida personal
Finch se casó entonces con el lanzador de las Grandes Ligas de Béisbol, Casey Daigle, el 15 de enero de 2005. Daigle le propuso casamiento a Finch en el campo de softball en la Universidad de Arizona, su alma mater. Según Finch, «me vendó los ojos y me llevó al montículo y me dijo: "Has sido la reina del diamante durante cuatro años. Ahora quiero que seas la reina de mi corazón"». Tienen dos hijos; Ace Shane, nacido el 4 de mayo de 2006 y Diesel Dean, nacido el 19 de junio de 2011. Finch dio la bienvenida a su hija Paisley Faye el 12 de enero de 2013. Finch es una ávida fanática de Los Angeles Dodgers.
Finch es cristiana. Rechazó grandes ofertas financieras para aparecer en revistas como Playboy debido a su fe cristiana, diciendo que quería ser una modelo a seguir para las mujeres jóvenes. Finch ha hablado sobre su fe, diciendo: «Es tan importante encontrar la esperanza en [Jesús] y vivir para un propósito superior: compartir acerca de él».

## Retiro
El 20 de julio de 2010, Finch anunció su retiro del softbol para enfocarse en su familia. «Siento que cada año se hace más y más difícil con Ace envejeciendo y alejándose de mi marido e incluso eventos familiares como cumpleaños y bodas de amigos y cosas que siempre me he perdido por el softbol», dijo Finch. dijo en una entrevista con Associated Press. Dijo Finch, «toda esta carrera ha sido mucho más de lo que imaginé o soñé. Las oportunidades que podría disfrutar, apreciar y ser parte de ellas, han sido increíbles». En su último inicio con la Selección Nacional de los EE. UU., Finch ponchó a 12 y solo permitió tres sencillos, incluidos dos en el cuadro. Ella continuó jugando con las Chicago Bandits hasta que la temporada nacional Pro Fastpitch terminó en agosto. Finch era la lanzadora de softbol más dominante y reconocible de su época. Combinado con sus habilidades de lanzamiento, la belleza y el encanto de Finch le dieron un lugar en la corriente principal para convertirse en un icono de la cultura pop. «Estableció el estándar para el softbol en una nueva era de poder ser femenina y jugar este deporte», dijo la jardinera estadounidense Jessica Mendoza. «No es que tengas que ser femenina para practicar este deporte, pero ahora veo a cientos de miles de niñas con diademas brillantes, murciélagos rosas, maquillaje... cuando era pequeña no era así». Según Mike Candrea, su entrenador en Arizona y en dos Juegos Olímpicos, «Jennie ha transformado este deporte, ha tocado a millones de niños de muchas maneras diferentes, ya sea por la moda, ya sea por la manera en que juega, pero a pesar de todo ha sido muy humilde». Un editorial del Chicago Tribune comentó: «Se va con una reputación personal inmaculada, una intención de seguir promocionando el softbol y el conocimiento de que ha inspirado a otras niñas y mujeres que juegan por amor al juego».

## Estadísticas de carrera
| AÑO      | G  | P | JL | JC | JC | CP | SV | EL    | H  | CP | CG | BB | SO  | PRA  | PEL  |
| 2001     | 2  | 0 | 5  | 2  | 2  | 2  | 0  | 17.0  | 1  | 1  | 1  | 0  | 23  | 0.41 | 0.06 |
| 2002     | 6  | 0 | 9  | 7  | 5  | 4  | 0  | 40.1  | 22 | 6  | 4  | 7  | 41  | 0.69 | 0.72 |
| 2003     | 7  | 1 | 11 | 8  | 5  | 3  | 1  | 47.2  | 11 | 4  | 2  | 6  | 78  | 0.29 | 0.36 |
| 2004     | 15 | 0 | 28 | 16 | 7  | 7  | 1  | 100.1 | 20 | 4  | 3  | 16 | 208 | 0.27 | 0.36 |
| Olympics | 2  | 0 | 2  | 2  | 1  | 1  | 0  | 8.0   | 1  | 0  | 0  | 1  | 13  | 0.00 | 0.25 |
| 2005     | 4  | 1 | 7  | 5  | 3  | 2  | 0  | 26.0  | 16 | 5  | 4  | 6  | 34  | 1.08 | 0.84 |
| TOTAL    | 36 | 2 | 62 | 40 | 23 | 19 | 2  | 239.1 | 71 | 20 | 14 | 36 | 397 | 0.42 | 0.44 |

| AÑO   | G   | P  | JL  | JC  | JC  | CP | SV | EL    | H   | CP  | CG  | BB  | SO   | PRA  | PEL  |
| 1999  | 24  | 8  | 34  | 30  | 26  | 11 | 0  | 202.1 | 158 | 70  | 60  | 64  | 179  | 2.08 | 1.10 |
| 2000  | 29  | 2  | 31  | 24  | 24  | 13 | 0  | 194.0 | 102 | 25  | 22  | 53  | 204  | 0.79 | 0.80 |
| 2001  | 32  | 0  | 32  | 29  | 27  | 19 | 0  | 207.0 | 102 | 19  | 16  | 45  | 279  | 0.54 | 0.71 |
| 2002  | 34  | 6  | 43  | 39  | 36  | 21 | 1  | 273.1 | 136 | 46  | 38  | 82  | 366  | 0.97 | 0.80 |
| TOTAL | 119 | 16 | 140 | 122 | 113 | 64 | 1  | 876.2 | 498 | 160 | 136 | 244 | 1028 | 1.08 | 0.84 |

| AÑO   | J   | AB  | CP  | H   | PB   | CI  | HR | 3B | 2B | BT  | PS    | BB  | SO  | RB | IRB |
| 1999  | 68  | 192 | 16  | 47  | .245 | 34  | 7  | 0  | 14 | 82  | .427% | 16  | 36  | 3  | 4   |
| 2000  | 68  | 188 | 38  | 63  | .335 | 48  | 16 | 0  | 10 | 121 | .643% | 28  | 35  | 0  | 0   |
| 2001  | 67  | 198 | 37  | 62  | .313 | 57  | 11 | 2  | 11 | 110 | .555% | 24  | 25  | 0  | 0   |
| 2002  | 67  | 190 | 43  | 59  | .310 | 56  | 16 | 0  | 8  | 115 | .605% | 37  | 36  | 1  | 1   |
| TOTAL | 270 | 768 | 134 | 231 | .301 | 195 | 50 | 2  | 43 | 428 | .557% | 105 | 132 | 4  | 5   |

| AÑO   | G  | P | J  | JC | JC | CP | SV | EL    | H   | CP | CG | BB | SO  | PRA  | PEL  |
| 2005  | 14 | 0 | 15 | 15 | 8  | 2  | 1  | 95.0  | 46  | 17 | 12 | 20 | 114 | 0.88 | 0.69 |
| 2006  | 1  | 0 | 5  | 2  | 0  | 0  | 0  | 6.2   | 4   | 1  | 1  | 1  | 8   | 1.13 | 0.80 |
| 2007  | 7  | 2 | 9  | 8  | 7  | 1  | 0  | 66.2  | 16  | 4  | 1  | 10 | 119 | 0.10 | 0.39 |
| 2009  | 7  | 2 | 13 | 8  | 3  | 2  | 2  | 49.0  | 12  | 17 | 12 | 23 | 61  | 1.71 | 0.71 |
| 2010  | 7  | 4 | 14 | 13 | 8  | 4  | 0  | 73.0  | 42  | 22 | 19 | 23 | 89  | 1.82 | 0.89 |
| TOTAL | 36 | 8 | 56 | 46 | 26 | 9  | 3  | 290.1 | 120 | 61 | 45 | 77 | 391 | 1.08 | 0.68 |

| AÑO   | AB  | CP | H  | PB   | CI | HR | 3B | 2B | BT | PS    | BB | SO | RB |
| 2005  | 81  | 14 | 25 | .308 | 22 | 6  | 0  | 0  | 43 | .531% | 22 | 16 | 2  |
| 2006  | 10  | 1  | 3  | .300 | 2  | 0  | 0  | 0  | 3  | .300% | 1  | 1  | 0  |
| 2007  | 42  | 1  | 6  | .143 | 2  | 0  | 0  | 0  | 6  | .143% | 8  | 16 | 0  |
| 2009  | 33  | 5  | 7  | .212 | 6  | 3  | 0  | 0  | 73 | .485% | 5  | 11 | 0  |
| 2010  | 75  | 6  | 20 | .266 | 9  | 1  | 1  | 6  | 31 | .413% | 8  | 20 | 0  |
| TOTAL | 241 | 27 | 61 | .253 | 41 | 10 | 1  | 6  | 99 | .411% | 44 | 64 | 2  |

| AÑO   | G  | P  | JL | JC | JC | CP | SV | EL    | H | CP | CG | BB | SO  | PRA  |
| TOTAL | 50 | 12 |    |    |    |    | 4  | 445.0 |   |    |    |    | 784 | 0.15 |